# Báo cáo ổn định
Trong sản xuất, một báo cáo ổn định là một bản ghi cho thấy mối quan hệ giữa cung và cầu. Báo cáo ổn định được tạo bởi Hệ thống lập kế hoạch yêu cầu vật liệu. Báo cáo này được sử dụng để phát triển các chiến lược sản xuất, để đặt hàng các thành phần dựa trên yêu cầu do Nhóm S & OP đề xuất.
Báo cáo cho thấy việc tạo ra nhu cầu cho các thành phần của cha mẹ, số lượng cần thiết và lịch trình mà họ cần.